# 高野務
高野 務（たかの つとむ、1909年（明治42年）7月20日 - 1981年（昭和56年）8月9日）は、昭和時代の土木工学者、内務官僚、建設技監。

## 経歴・人物
新潟県に生まれる。1934年（昭和9年）東京帝国大学工学部土木工学科を卒業し、富山県経済部土木課勤務、新潟県土木技師兼道路技師を経て、1940年（昭和15年）内務省土木局に奉職する。1943年（昭和18年）防空総本部技師を兼任し、終戦を経て、建設省関東地方建設局の横須賀国道改良、相模工事事務所長、京浜工事事務所長を歴任し、1952年（昭和27年）道路局国道課長に就任した。
ついで企画課長、技術参事官、中部地方建設局長、道路局長を経て、1961年（昭和36年）建設技監に就任するが、「河野旋風」のため就任から僅か9カ月で退官した。のち土木学会会長を務めた。ほか、三菱地所顧問、東京大学・早稲田大学各講師、日本道路協会会長などを務めた。